# 圣克卢协约
圣克卢协约是法军将巴黎交给第七次反法同盟联军的协约，且在交出巴黎后，战争结束。协约于1815年7月3日签署。

## 历史
根据协约，法军指挥官路易·尼古拉·达武将巴黎交给第七次反法同盟联军，并同意让法军远离巴黎，到"卢瓦尔河以南"。作为交换，联军承诺尊重当地政府、法国公民和法军的权利和财产。
签署协约的法国代表如下：
- 路易·皮埃尔·爱德华（英语：Louis Pierre Édouard, Baron Bignon），临时政府外交部长
- 阿曼德·查理·吉耶米诺（英语：Armand Charles Guilleminot），陆军总参谋长
- 皮埃尔-马丽·塔耶皮耶（英语：Pierre-Marie Taillepied, Comte de Bondy），塞纳省长

签署协约的联军官员如下：
- 卡尔·弗莱歇尔·冯·穆弗林（英语：Karl Freiherr von Müffling），普军驻英军特派员
- 費爾頓·海維-巴瑟斯特（英语：Felton Hervey-Bathurst）

法国方面批准协约的是路易·尼古拉·达武，联军方面批准协约的是布吕歇尔和威灵顿公爵。